# Bahnhof Domodossola
Der Bahnhof Domodossola ist ein Bahnhof in der norditalienischen Stadt Domodossola. Er wird von der Rete Ferroviaria Italiana betrieben. Von 2001 bis 2018 lag die Vermarktung und Vermietung der Ladenflächen in Hand der Gesellschaft Centostazioni.

## Geschichte
Der Bahnhof Domodossola wurde am 8. September 1888 eröffnet. An diesem Tag erreichte ein Zug aus Novara das erste Mal Domodossola. Von diesem Moment an erlebte der Bahnhof einen stetigen Verkehrsaufschwung, der mit der baulichen Erweiterung zum Grenzbahnhof, der 1906 nach der Eröffnung des Simplontunnels eingeweiht wurde, zunahm. Gleichzeitig wurde die direkte Bahnverbindung mit Arona und Mailand in Betrieb genommen.
Der Verkehr des Bahnhofs nahm ab 1913 weiter zu, nachdem der Lötschbergtunnel eröffnet wurde, der Güter und Reisende aus der Zentral- und Nordschweiz zum Simplon beförderte. Am 25. November 1923 verzeichnete der Bahnhof einen weiteren Zustrom an Personenverkehr, nachdem die Centovallibahn den Betrieb aufnahm, deren Züge auf dem Platz vor dem Bahnhof warteten.
Am 4. Mai 1947 wurde die 3000-Volt-Gleichspannungselektrifizierung der Strecke Mailand–Domodossola eingeweiht, während die Arbeiten zur Fertigstellung des Bahnsteigbereichs auf der Südseite des Bahnhofs noch einige Jahre dauerten. Der Empfangs- und Abfahrtsabschnitt der Züge in Richtung Schweiz war bereits 1930 mit einphasiger Wechselspannung von 15 kV elektrifiziert worden.
Der unterirdische Bahnhof der Centovallibahn wurde 1961 in Betrieb genommen. Die Bauarbeiten begannen 1957 und ersetzten den ursprünglichen Endbahnhof auf dem Platz vor dem FS-Bahnhof. Die offizielle Einweihung erfolgte im Beisein des Verkehrsministers Giuseppe Spataro.
Von architektonischer Bedeutung ist die Fassade aus Baveno-Granit und die drei Gesimse, die sich aus dem Gebäude erheben.

## Verkehr
- Bahnstrecke Brig–Domodossola
- Domodossola–Locarno
- Domodossola–Mailand
- Bahnstrecke Domodossola–Novara

Vom Busbahnhof in der Nähe des Bahnhofs fahren Busse zu den wichtigsten Gemeinden im Ossolatal und zu außerstädtischen Strecken nach Verbania, Omegna und zum Flughafen Mailand-Malpensa.

## Bildgalerie

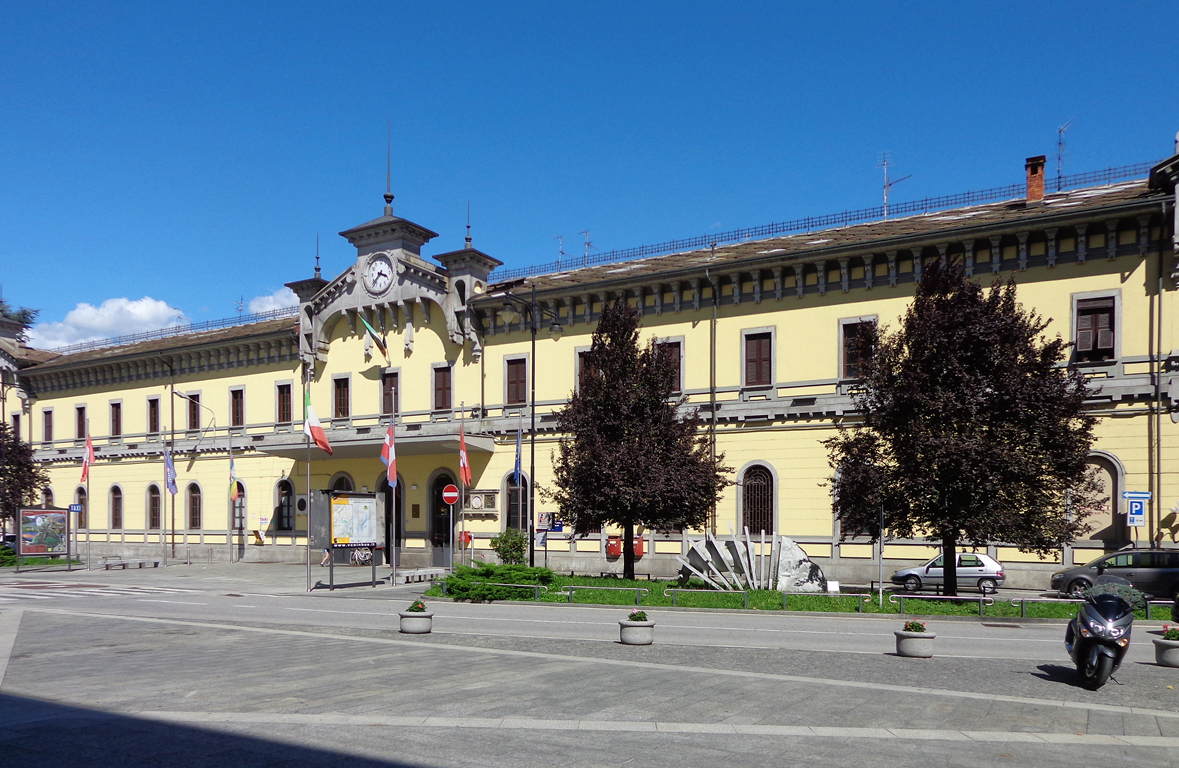
Bahnhof Domodossola Frontseite
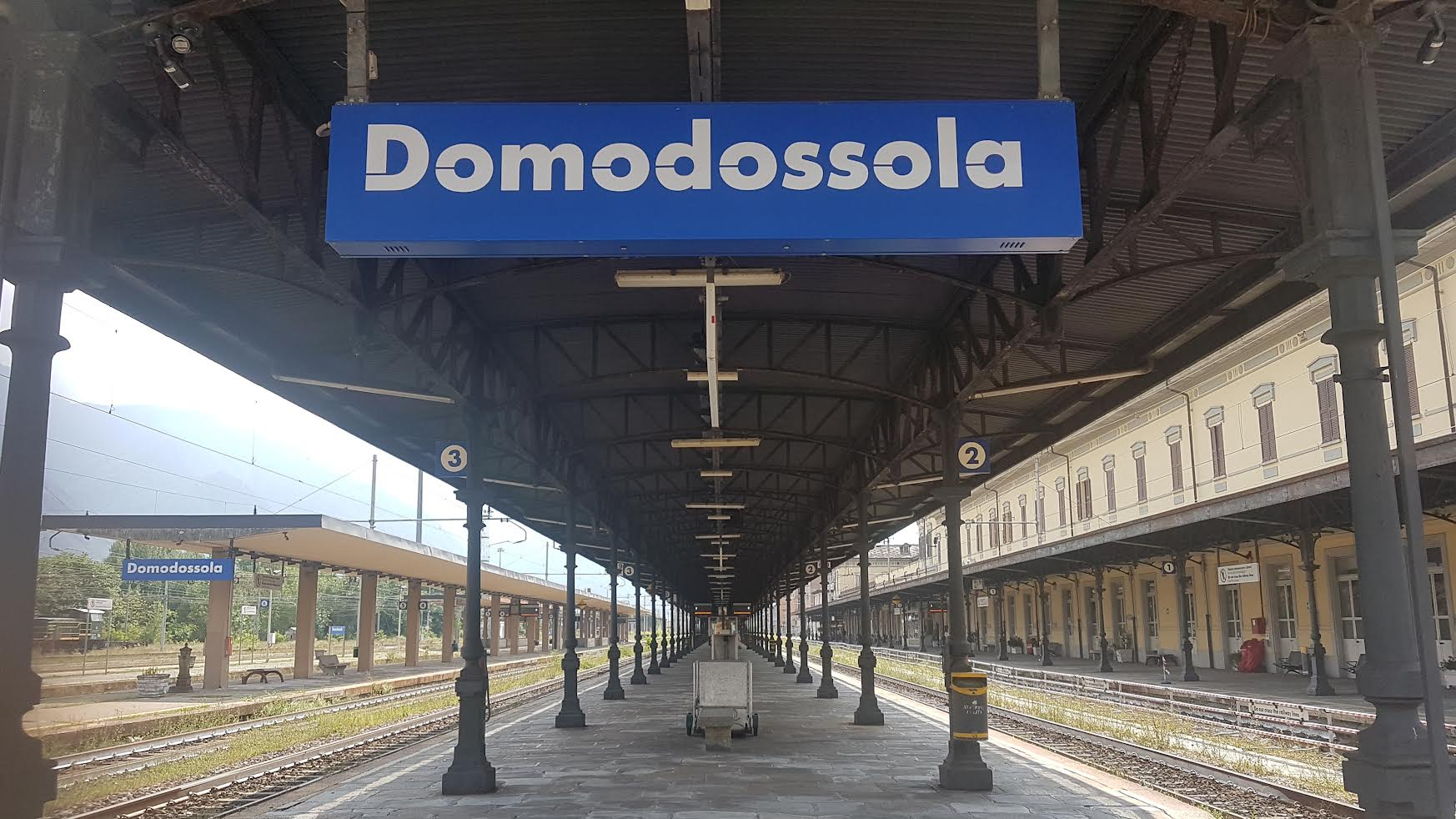
Gleis 2 und 3
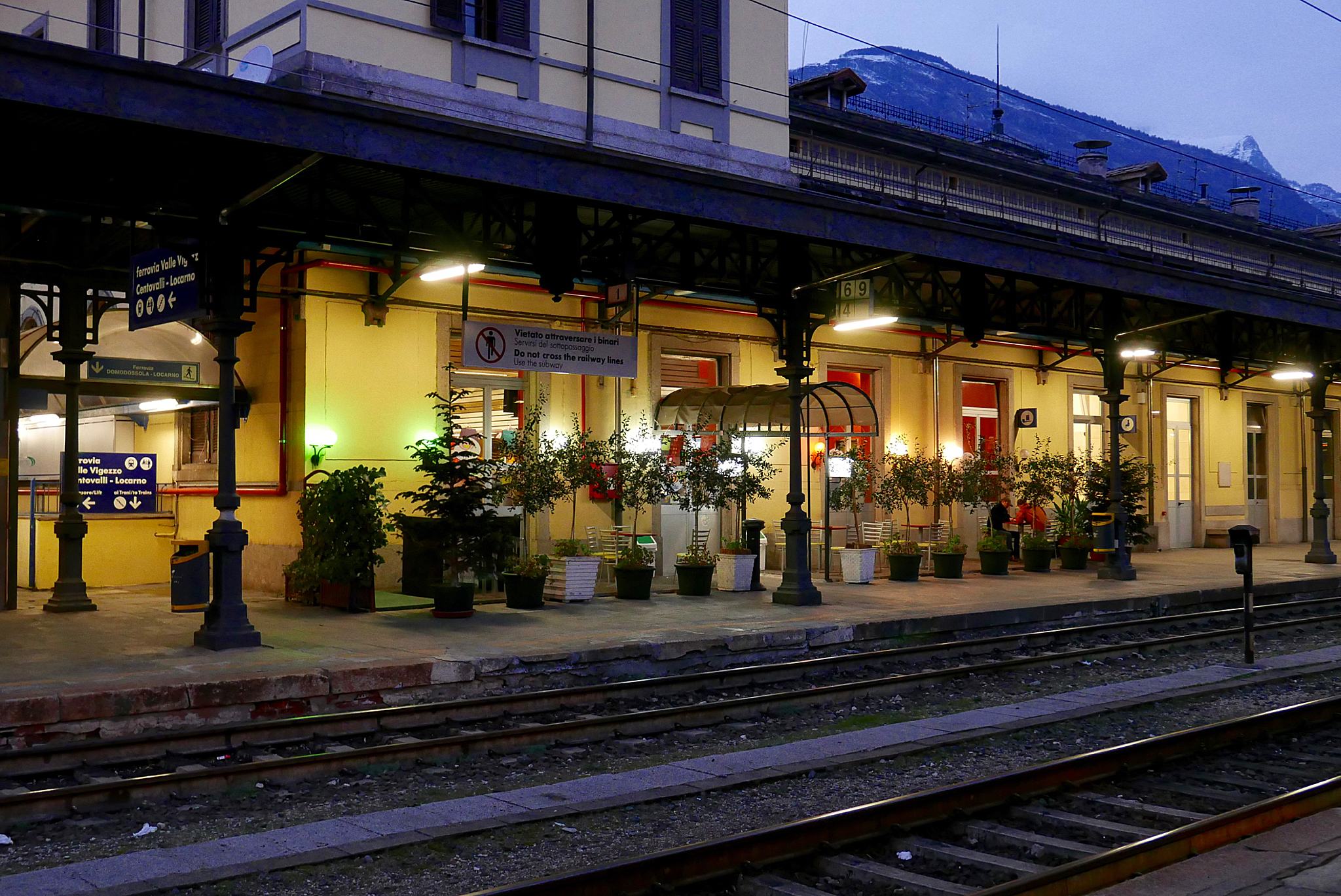
Bahnhofsbuffet
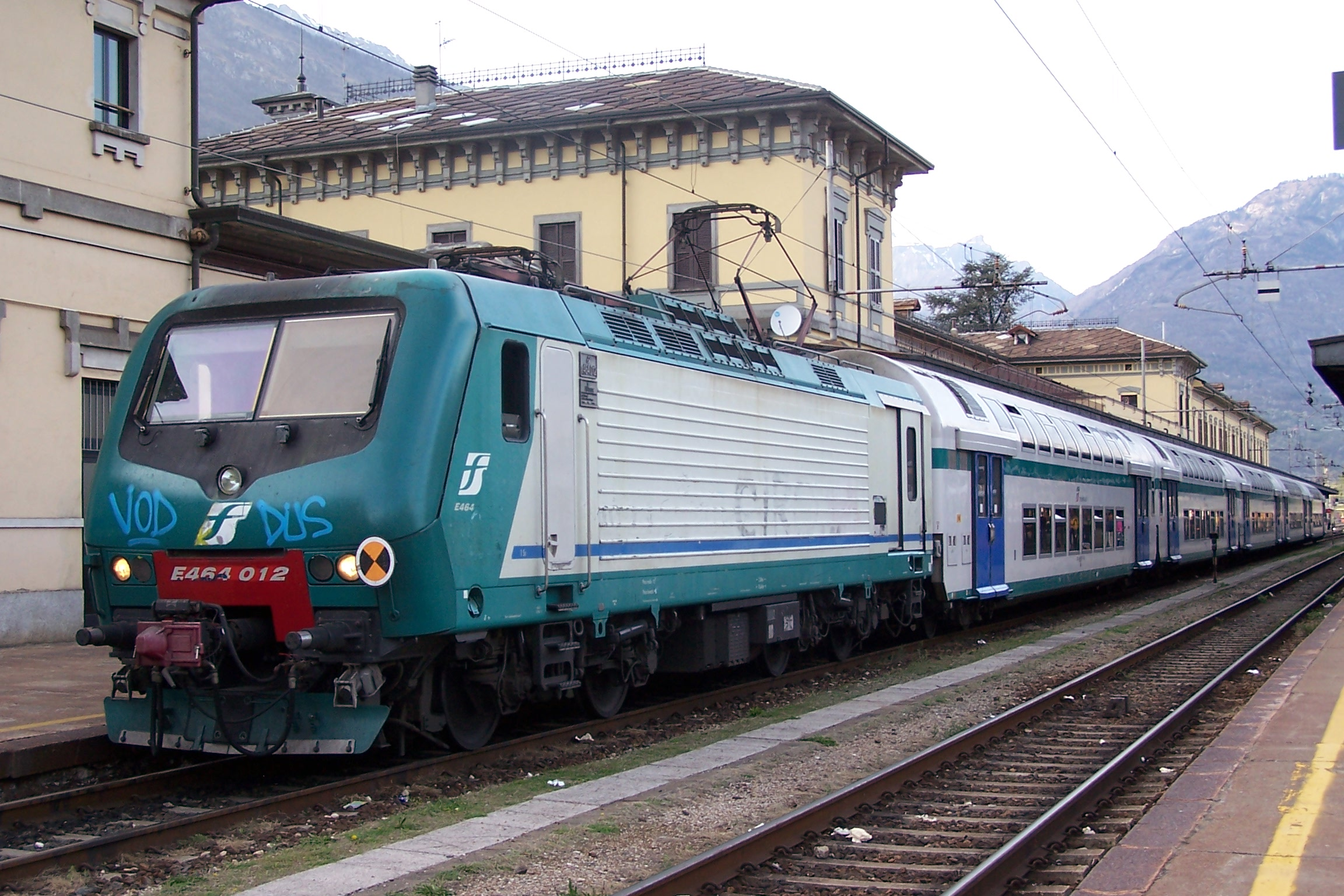
Eine FS E.464 im Bahnhof
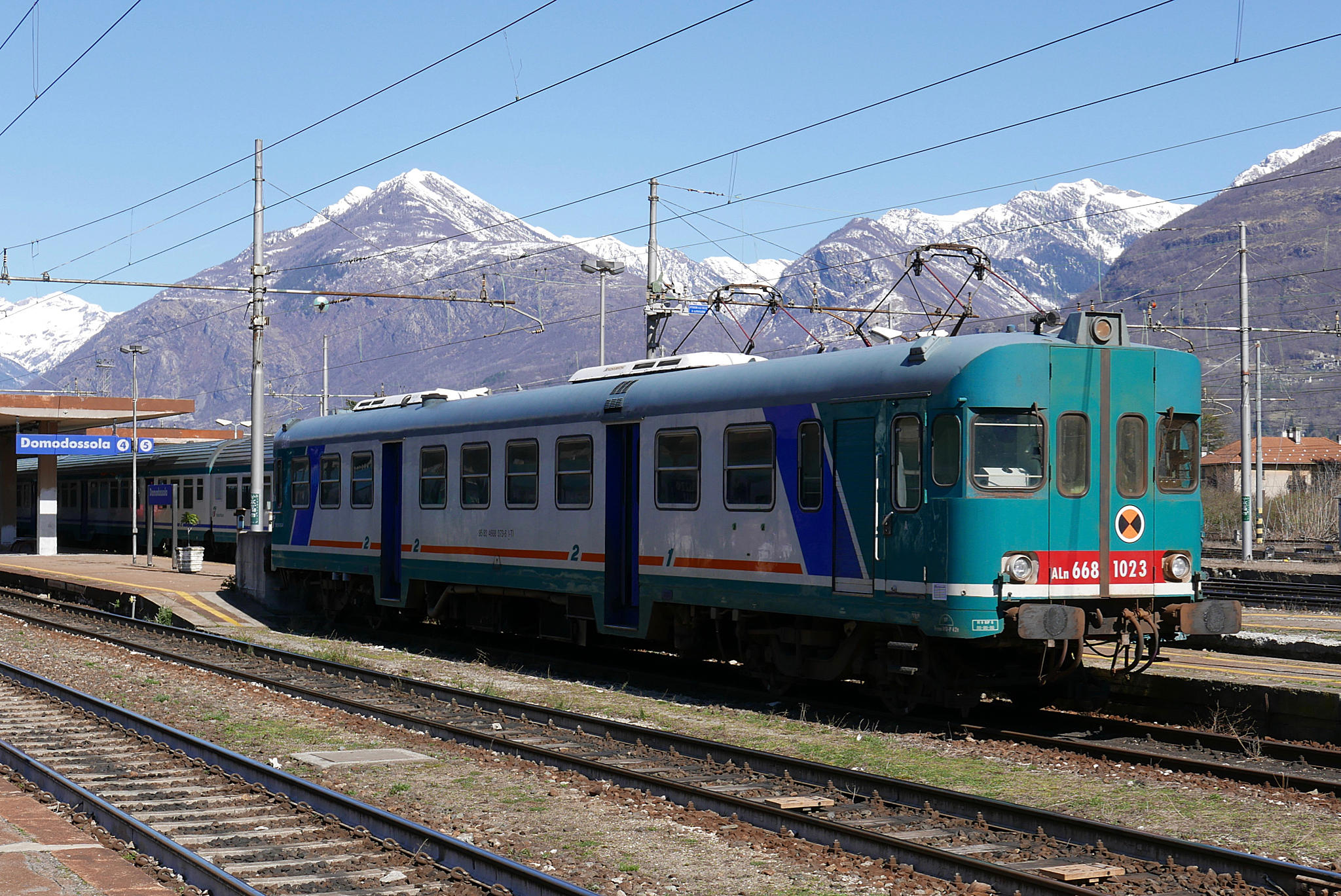
Eine FS ALn 668 im Bahnhof
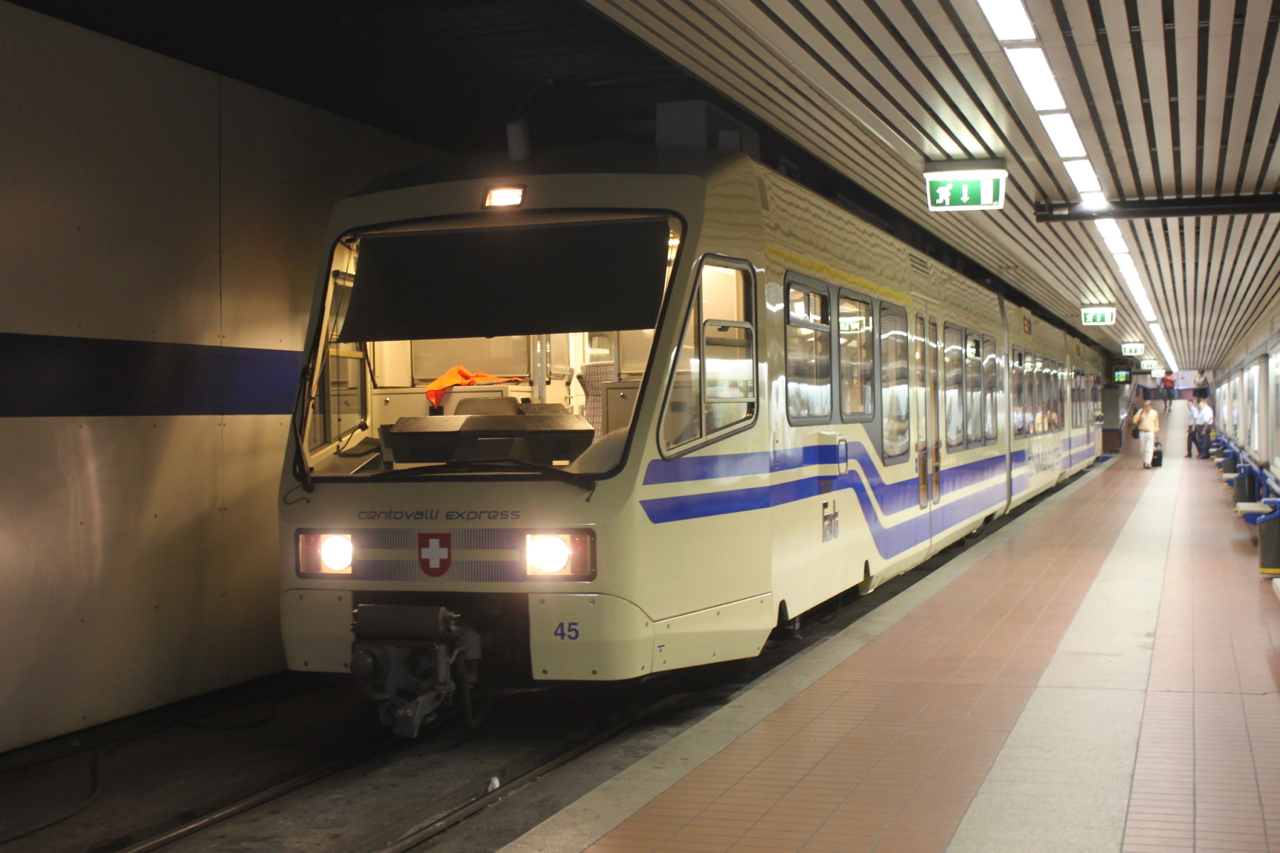
Bahnhof der SSIF